# Dojenje
Dojênje pomeni naravno hranjenje dojenčka z materinim mlekom, pri čemer dojenček sesa mleko iz materine dojke. Dojenje je najbolj naravna in optimalna oblika hranjenja dojenčka, ki omogoča njegovo zdravo rast in razvoj. Obstajajo številni kazalniki, ki govorijo o pozitivnem vplivu dojenja
na zdravje otrok, kot tudi pozneje v življenju. Svetovna zdravstvena organizacija na podlagi raziskav priporoča izključno dojenje do dopolnjenega šestega meseca starosti otroka, z nadaljevanjem dojenja najmanj do enega leta, še bolje pa do drugega leta starosti.
V prejšnjem stoletju je delež mater, ki dojijo svoje dojenčke, začelo upadati zaradi prihoda prilagojenih umetnih formul za hranjenje dojenčkov in otrok ter njegovega uspešnega trženja, vendar
so se trendi glede dojenja na prelomu stoletja zopet obrnili v pozitivno smer. Po podatkih Inštituta za varovanje zdravja Republike Slovenije je v letu 2008 ob odpustu iz porodnišnic polno ali delno dojilo 97 % mater.

## Prednosti
Dojenje ima prednost pred drugimi oblikami hranjenja dojenčka zaradi več vidikov:
- specifična biokemijska sestava,
- optimalna prebavljivost;
- zaščita pred okužbami;
- preprečevanje alergij;
- psihološka povezava otroka in matere;
- takšna prehrana je poceni.

### Prehranska ustreznost
Izključno z dojenjem lahko ima dojenček v starosti do četrtega oziroma šestega meseca starosti zagotovljene vse potrebe po hranilih in energiji. Materino mleko vsebuje nekatere aminokisline (na primer tavrin), maščobne kisline (na primer arahidonska in dokadeksaemična kislina), ki so potrebne za razvoj osrednjega živčevja. Velik delež laktoze omogoča optimalni razvoj naglo rastočih človekovih možganov. Delež vitaminov v materinem mleku je odvisen od materine prehrane. Železa ima dojenček dovolj v telesnih zalogah, količine drugih mineralov v materinem mleku pa zadoščajo za otrokov razvoj. Do šestega meseca starosti dojenčka je dodajanje mlečnega nadomestka le redko potrebno.

### Psihološka povezava otroka in matere
Ugotavljajo, da dojenje samo po sebi izboljšuje odnos med materjo in otrokom. Dojenje je pomembno pri izgradnji psihološke povezave med materjo in otrokom, pri čemer se vedenje navezanosti razvije neodvisno od hrane same, vendar odvisno od stika, ki pri tem nastane. Dojenje ni vedno možno in je pomembno, da je ugodne pogoje za otrokov razvoj mogoče zagotoviti tudi na drugih področjih odnosa z materjo, ne le na nivoju telesnega in psihičnega stika ob dojenju.

## Uporaba zdravil med dojenjem
Večina zdravil prehaja v materino mleko in lahko tako predstavlja tveganje za dojenega otroka. Tveganje je odvisno od odmerka zdravila, zaužitega preko mleka, stopnje razvitosti organov in učinka zdravila na dojenčka ter laktacijo. Če je le mogoče, se priporočajo zdravila, ki so na dojenčkih dobro proučena in se pri doječih materah že dolgo uporablja. Nekatere doječe matere potrebujejo ustrezno zdravljenje z zdravili in se le-to ne sme prekinjati. Pogosto doječi materi, ki mora prejemati zdravila, ni treba prekiniti dojenja. Obstaja pa nekaj učinkovin, ki so med dojenjem absolutno kontraindicirana (amjodaron, citostatiki, kloramfenikol, ergot alkaloidi, jodidi, litij, radiofarmacevtiki, retinoidi in kronična uporaba tetraciklinov).